# Lorenzo Onorati
Lorenzo Onorati, noto anche con lo pseudonimo di Lawrence Webber (Roma, 1947), è un regista e produttore cinematografico italiano.

## Biografia
Dopo esperienze da importatore nel campo del cinema tradizionale, esordisce alla regia nel 1980 con Dolce Gola, hardcore che annovera nel cast Paola Montenero e l’ex caratterista Erminio Bianchi Fasani. 
Nel medesimo anno produce Cameriera senza malizia, con Marina Lotar e Enzo Pulcrano, i cui titoli di testa gli accreditano anche la regia, sebbene la reale paternità direttiva del film andrebbe ascritta a Bruno Gaburro. Come nella tradizione dell’epoca, il film circola pornografico nelle sale cinematografiche ed erotico nelle reti private e regionali. 
Nel 1981 Onorati è responsabile produttivamente (e, formalmente, anche in regia) di un dittico realizzato in coproduzione transalpina. Il primo film, Quella porcacciona di mia moglie, subisce in patria un blocco dalla commissione di censura ministeriale dell’epoca che ne sancisce il fermo. Quindi, costretto a modificare veste e titolo, approderà nelle sale con due anni di ritardo con il nuovo titolo di Emy la minorenne dell’hostess club. Il secondo film del dittico, Corri seguimi vienimi dietro, sarà anch’esso protagonista di un iter burocratico accidentale da cui ne conseguirà quindi una circolazione nei circuiti sotto credenziali contraffatte e sprovvisto di visto censura. Mentre per il primo titolo la paternità in regia è ascrivibile con poche incertezze al sodale Gaburro, sul secondo titolo vigono ancora oggi discussioni e dibattiti, che ipotizzano in regia o il già citato Gaburro o il milanese Alberto Cavallone. Il coinvolgimento di quest’ultimo emerge dalla presenza di un prossimamente iberico dell’epoca a cui gli si ascrive la regia. In entrambe le pellicole prende parte alle scene Catherine Ringer, star del duo pop Les Rita Mitsouko. 
Sempre nel 1981, Onorati collabora col produttore francese Jean Lefait della Les Films Du Chevain, allestendo l’organizzazione e la produzione in una villa fuori Roma di tre lungometraggi pornografici diretti dal mestierante Gilbert Roussel. Alle pellicole prendono parte prevalentemente attori francesi, in minima parte italiani. Di questi tre film (La provinciale a lezione di sesso, Brigade call girls e Le collegiali superporno) solo il primo circolerà con un regolare visto censura: gli altri due saranno infatti distribuiti clandestinamente in sala con credenziali e titolo usurpati a precedenti produzioni transalpine. Parallelamente alla realizzazione di questi tre tasselli, Onorati (con una parte degli attori impiegati nelle citate produzioni) gira in proprio a Sperlonga un hardcore rimasto poi incompleto, i cui materiali saranno poi utilizzati per confezionare il film di montaggio Tanto calore (1983). 
Nel 1983 Onorati inizia una corposa collaborazione produttiva con il veterano Pierre Unia, specialista dell’X transalpino sia a livello di importazione che di produzione. Deborah la bambola bionda (1984) viene infatti girato a Roma utilizzando come origine un soggetto di Unia, che con estrema probabilità ne ha realizzato anche la regia, oltre che organizzato la distribuzione in Francia. Contemporaneamente, Onorati produce Glissez pour entrer par les trois trous (1985) curioso lungometraggio basato sullo scandalo della prostituta Veronique Lacroix, servizio realizzato da alcune femministe italiane agli inizi del decennio 80 originalmente pensato per la trasmissione sulle reti RAI ed infine boicottato dall’intervento di alcuni parlamentari Democristiani. Il film viene infatti prodotto da Onorati e Unia e diretto però dal già citato Gilbert Roussel (sebbene poi il film uscirà sugli schermi francesi accreditato a Unia, mentre in Italia circolerà sotto credenziali fittizie). Il duo Onorati-Unia si imbatte nel medesimo anno nell’hardcore ambientato in un’improbabile antica Roma Orge romane, diretto dal sodale Unia ma firmato, in Italia, da Webber-Onorati. Del resto, il regista romano non è nuovo alle scenografie del grande Impero, un anno prima si era infatti imbattuto nell’erotico Roma - L’antica chiave dei sensi, che aveva avuto però una tiepida accoglienza. Ancora, nel 1985, firma P…come pubertà che si avvale di due nuclei narrativi girati in tempi diversi da due autori diversi. La parte girata a Roma infatti è ascrivibile almeno formalmente ad Onorati, mentre le ultime sequenze ambientate a Parigi sono da ascrivere al “socio” Unia. La pellicola circolerà in Francia a partire dal 1986 mentre in Italia arriverà nei circuiti a partire dal 1987. Del film esistono tre versioni con tre diversi titoli, due di queste incorporano sequenze animal estranee al girato originale. La collaborazione con il socio francese Unia si estenderà fino ai primi anni 90.  
Nel 1987, nei teatri di posa Incir-De Paolis, il romano Onorati gira a ruota Flavia e Chiamami. Il primo si propone essere, ancora una volta, una rivisitazione in chiave erotico-satirica degli ambienti dell’Antica Roma. Il secondo, girato con parte dello stesso cast, è un semplice prodotto esplicito di routine, girato sfruttando alcuni set del precedente capitolo. Per Flavia, Onorati approntò tre diverse versioni: l’originaria soft (1987), Roma luxury (che incorpora nel minutaggio sequenze da Orge romane e dal coevo Chiamami) ed infine nel 1989 Rome bestial luxury (identico al precedente, eccetto per l’inserimento di tre sequenze animal anch’esse, come le altre sequenze hardcore, estranee al girato originale). 
Contemporaneamente all’hardcore, verso la fine degli anni 80, Onorati gira una lunga serie di prodotti softcore, la maggior parte (sebbene girati in pellicola) distribuiti straight-to-video. Anche per molti titoli di essi, esistono numerose versioni, rimontaggi e ricicli che Onorati realizza non solo per il mercato video ma anche per le tanto temute commissioni censoriali. 
Totalmente estraneo alle precedenti esperienze, nel 1989 al cineasta viene accreditata la commedia L’insegnante di violoncello, con una giovane Serena Grandi. Girato in 16 millimetri, il film è ancora oggi oggetto di dibattito sulla presunta paternità in regia di Marino Girolami, che tanto vistosamente gli viene accreditata sui manifesti promozionali d’epoca, sebbene invece le edizioni home video della pellicola presentano titoli di testa che accreditano Onorati come regista. 
A cavallo tra il tramonto degli anni 80 e le soglie degli anni 90, gli vengono accreditati una lunga serie di composite movie pornografici, circolati tutti con visti censura di pellicole precedenti. Lungometraggi che incorporano, oltre a spezzoni da video hardcore esteri, anche materiale italiano, quasi sempre di repertorio, raramente inedito. Titoli che, per dovere di completezza, si citano nelle note della filmografia.  
Negli anni 90 Onorati si dedica quasi completamente al monotono cinema pornografico, collaborando nei primi anni 90 con il produttore factotum Nicolino Matera e infine con Alessandro Perrella, che con l’ex-distributore aveva iniziato a collaborare nei primi anni 80. 
Negli anni 2000, dopo una serie di film hard a destinazione unica videoteca, Onorati ritorna per l’ultima volta dietro l’obbiettivo affiancando l’esordiente Giovanni Pianigiani, nell’horror indipendente Nella notte (2004), prodotto dalla Polyvideo Produzioni s.r.l. e distribuito da Minerva Pictures. Sebbene realizzato, il film resta inedito nelle sale per problemi di natura finanziaria. Approderà al pubblico esclusivamente via web.

## Filmografia

### Regista

#### Filmografia tradizionale
- Cameriera senza… malizia (1980)
- Roma - L'antica chiave dei sensi (1984)
- Flavia schiava di Roma regina d'amore (1987)
- Abat-jour - L'ultima calda luce prima del piacere (1988)
- Femmine (1988)
- La storia di Lady Chatterley (1989)
- Madame, nuda è arrivata la straniera (1989)
- Lambada blu (1989)
- La donna dell'isola (1989)
- Boutique (1989)
- Carne di lusso (1989)
- L'insegnante di violoncello (1989)
- Lucrezia Borgia (1990)
- Abat-jour 2 (1990)
- Il sofà (1990)
- Big John (1994)
- Guendalina (1994)
- La sindrome di Stoccolma (1994)
- La fata Miranda (1996)
- Bang! I Want You (1997)
- Nella notte (2004)

#### Filmografia pornografica
- Dolce gola (1981)
- Quella porcacciona di mia moglie (1981)
- Corri, seguimi, vienimi dietro (1983)
- Tanto calore (1983)
- Deborah la bambola bionda (1984)
- P... come pubertà (1987)
- Chiamami (1987)
- Mogli insoddisfatte (1988)
- Detective Transex (1988)
- Femmine bizzarre (1988)
- Sfida bestiale (1988)
- Offerta speciale con desiderio bestiale (1989)
- Chiamami…Moana e le sue bestie (1989)
- Chiamami…La donna degli animali (1989)
- Rome bestial luxury (1989)
- Donne in calore per stalloni di lusso (1990)
- La moglie giovane e viziata (1990)
- Flavia e le sue bestie (1990)
- Flavia la bestia nera (1990)
- Sinfonia di una vergine (1990)
- Emanuelle pretty woman (1990)
- Chiamami…Bestial play best (1991)
- Cerentola 91 (1991)
- Luana la porcona (1992)
- Mi prendi…ma quanto mi prendi (1992)
- Sequestro di una signorina per bene (1992)
- Io speriamo che me la chiavo (1993)
- Un diavolo dalla faccia d’angelo (1993)
- Simona - Turbamento di una minorenne (1993)
- Quella figona di Simona (1995)
- Miranda la porcona che si bagna (1998)
- Il ricatto (2002)
- Polizia corrotta (2002)
- L'infiltrata (2002)
- La segretaria (2002)

### Attore
- Doll's Game, regia di Marco Colibazzi (2003)